# Philippe Samyn

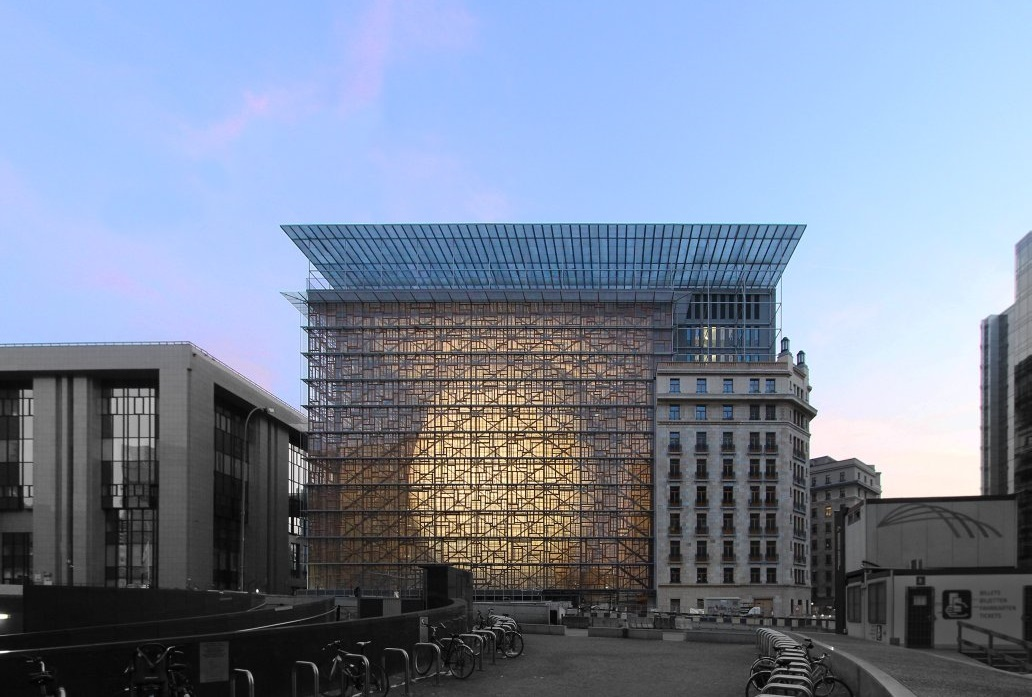
Europa-Gebäude, Brüssel

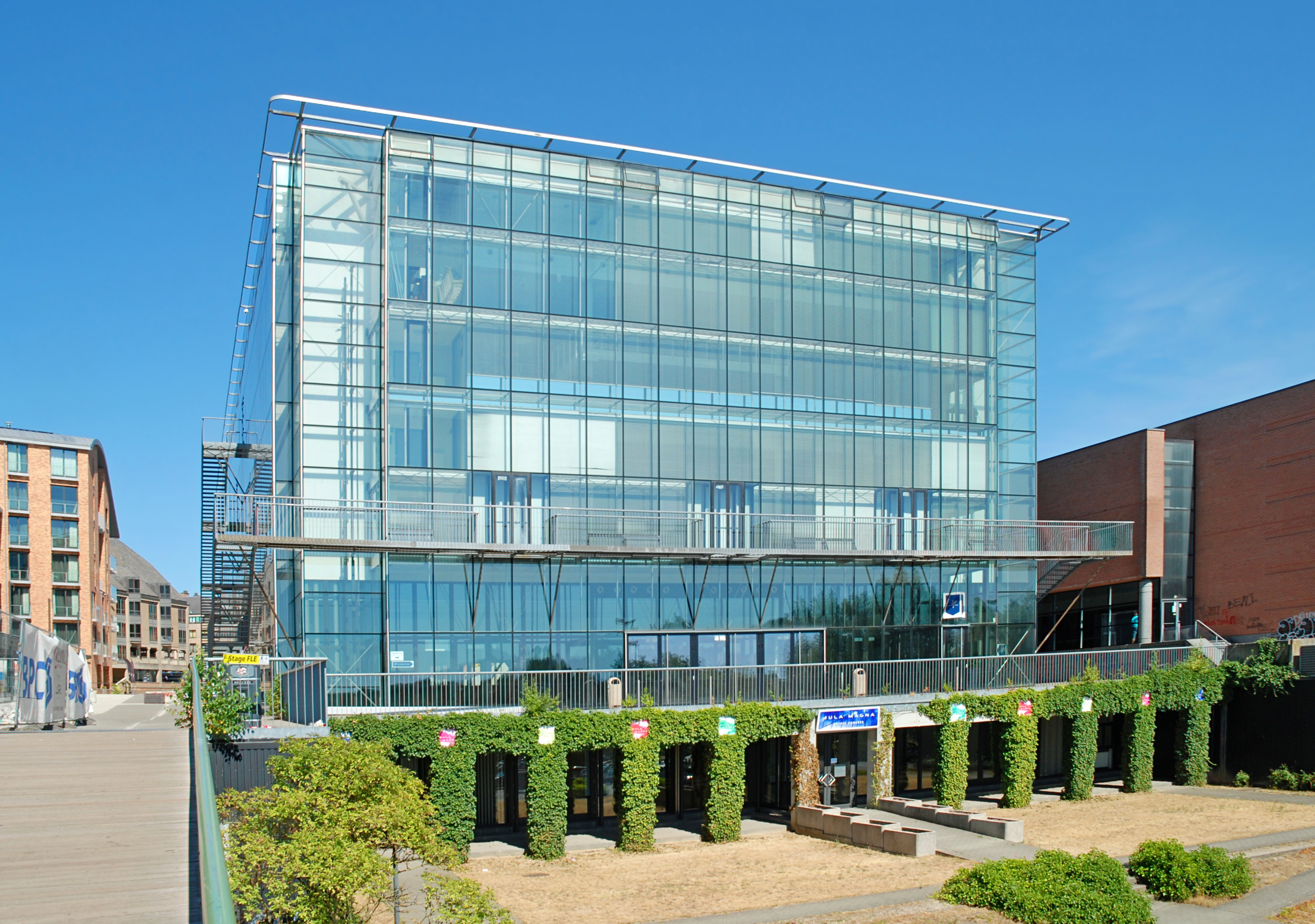
Louvain-la-Neuve – Aula Magna (1999–2001)

Philippe ritter Samyn (* 1. September 1948 in Gent, Belgien) ist ein belgischer Architekt und Ingenieur, dessen Stil durch die großzügige Nutzung von oftmals monumentalen Glas-, Holz- und Stahlstrukturen geprägt ist.

## Biographischer Überblick
Philippe Samyn hat das Gymnasium seines Geburtsortes Gent besucht, bevor er mit seiner Familie nach Brüssel zog. Bereits in seiner Jugend hat er sich für Kunst, Architektur, Wissenschaft und Technologie interessiert.
Er absolvierte sein Studium als Bauingenieur an der Freien Universität Brüssel (ULB) ab 1971. Im Anschluss daran studierte er bis 1973 Ingenieurwissenschaften am Massachusetts Institute of Technology (MIT) und Stadtplanung an der Freien Universität Brüssel (ULB) – beide Studiengänge beendete er 1973 mit dem Masterabschluss. 1985 schloss er seinen Aufbaustudiengang in Betriebsführung an der Solvay Business School ab. 1999 wurde ihm der Doktorgrad der Ingenieurwissenschaft von der Universität Lüttich verliehen.
Ab 1972 war Philippe Samyn als beratender Architekt und Ingenieur in verschiedenen Architektur- und Ingenieurbüros tätig, bevor er 1980 Philippe Samyn and Partners gründete.
Teile seiner Arbeiten sind in öffentlichen Institutionen hinterlegt und zugänglich:
- Modelle und handgeschriebene graphische und ikonographische Arbeiten beim Königlichen Archiv Brüssel, Belgien
- Fotos und Filme bei der Belgischen Königlichen Geisteswissenschaften- und Kunstakademie Brüssel

Philippe Samyn ist Kommandeur des Leopold-Ordens und Mitglied der Königlichen Belgischen Akademie für Kunst- und Geisteswissenschaften. Am 13. Juli 2012 wurde er von König Albert II. mit der Ritterwürde geehrt.

## Philippe Samyn and Partners

### Beschreibung
Philippe Samyn and Partners ist ein 1980 gegründetes Architektur- und Ingenieurbüro, das vielfältige Projekte von Landschafts- und Gebäudeplanungen bis zu Objekt- und Produktdesign bearbeitet. Das Büro befindet sich im Orangenprinz-Viertel im Süden von Brüssel und zählt derzeit (2013) etwa fünfzig Mitarbeiter.

### Partner
- Philippe Samyn, Geschäftsführer
- Denis Mélotte, Bauingenieur
- Antonio Quinones, Generalsekretär
- Ghislain André, Architekt
- Johan Van Rompaey, Bauingenieur
- Jacques Ceyssens, Architekt
- Quentin Steyaert, Architekt
- André Charon, Architekt
- Åsa Decorte, Architekt

## Laufende Projekte
- seit 2018: Stahlzeltes für einen multifunktionalen öffentlichen Raum, Avilés, Spanien
- seit 2018: Cash Centre, Nationalbank von Belgien, Brüssel, Belgien
- seit 2017: Theater des Polarkreises, Rovaniemi, Finnland
- seit 2017: Großer "M'as-tu vu", Knokke-Heist, Belgien
- seit 2017: Verwaltungshaus der Provinz Namur, Namur, Belgien
- seit 2015: Kulturhaus der Provinz Namur, Namur, Belgien[1]
- seit 2014: Renovierung von Sozialwohnungen[2], rue de l'Olivier, Schaarkbeek, Belgique
- seit 2009: Fakultät für die angewandte Wissenschaften, Université Libre de Bruxelles (ULB), Ixelles, Belgien[3]
- seit 2009: Künstlerstudio für Erik Salvesen, Ekenäs-Tammisaari, Finnland[4]
- seit 2008: Hauptbahnhof "Vesuvio-Est", Striano, Italien[5]
- seit 1993: Psychiatrische Klinik "Sans Souci" (dritte und letzte Phase in Arbeit), Brüssel, Belgien[6]

## Abgeschlossene Projekte (Auswahl)
- 2011: Feuerwehrhaus für die SRI, Charleroi, Belgien[7]
- 2011: Alain Hubert Haus, Sint-Genesius-Rode, Belgien[8]
- 2010: Lujiazhi kultureller kreativ Garten; Empfangssaal, große Auditorium und Hotel, Zhoushan, China[9]
- 2010: Hauptsitz für die Asahi Glass Corporation Europe, Louvain-La-Neuve, Belgien (2013) (*Beai)[10]
- 2009: Manneriehof, Ostkanton, Belgien (2013)[11]

## Erfolge und Veröffentlichungen
Die wichtigsten Erfolge und Veröffentlichungen von Philippe Samyn seit den 1970er Jahren sind größtenteils auf der Website des Unternehmens veröffentlicht und verfügbar.